# Монтелупоне
Монтелупоне (итал. Montelupone) — коммуна в Италии, располагается в регионе Марке, в провинции Мачерата.
Население составляет 3223 человека (2008 г.), плотность населения составляет 98 чел./км². Занимает площадь 33 км². Почтовый индекс — 62010. Телефонный код — 0733.
Покровителем коммуны почитается святой Фирман, игумен из Пичено, празднование 11 марта .

## Демография
Динамика населения:

## Администрация коммуны
- Официальный сайт: https://web.archive.org/web/20060813162305/http://www.comune.montelupone.mc.it/